# Joseph Zhang Weizhu
Joseph Zhang Weizhu (chiń. 張維柱; ur. w 1967) – chiński duchowny katolicki, prefekt apostolski Xinxiang od 1992.

## Życiorys
Wybrany biskupem prefektem apostolskim Xinxiang. Sakrę biskupią przyjął z mandatem papieskim w 1992. 